# Burlington (Nova Jérsei)
Burlington é uma cidade localizada no estado americano de Nova Jérsei, no Condado de Burlington.

## Demografia
Segundo o censo americano de 2000, a sua população era de 9736 habitantes. 
Em 2006, foi estimada uma população de 9715, um decréscimo de 21 (-0.2%).

## Geografia
De acordo com o United States Census Bureau tem uma área de 
9,7 km², dos quais 7,8 km² cobertos por terra e 1,9 km² cobertos por água.

## Localidades na vizinhança
O diagrama seguinte representa as localidades num raio de 8 km ao redor de Burlington. 